# Liste der venezolanischen Botschafter in Kolumbien
Die Botschaft befindet sich in Bogotá.
| Ernennung     | Akkreditierung | Botschafter                  | Bemerkungen | Staatspräsidenten von Venezuela | Staatspräsidenten von Kolumbien | Posten verlassen |
| ------------- | -------------- | ---------------------------- | --- | ------------------------------- | ------------------------------- | ---------------- |
| 19. Apr. 1844 |                | Fermín Toro                  | | Carlos Soublette                | Domingo Caycedo                 |                  |
| 22. Aug. 1893 | 4. Apr. 1894   | José Antonio Unda            | | Joaquín Crespo                  | Miguel Antonio Caro             |                  |
| 6. Juni 1917  |                | Demetrio Lossada Díaz        | | Juan Vicente Gómez              | José Vicente Concha             |                  |
| 1. Nov. 1920  | 18. Dez. 1920  | Domingo Antonio Coronil Gray | (* 1873 † März 1925) | Juan Vicente Gómez              | Marco Fidel Suárez              |                  |
| 21. Juli 1927 | 6. Sep. 1927   | Andrés Eloy de la Rosa       | | Juan Vicente Gómez              | Miguel Abadía Méndez            |                  |
| 14. Juni 1932 | 18. Juni 1932  | Diego Carbonell              | (* 1884; † 1945) Rector de la Universidad Central | Juan Vicente Gómez              | Enrique Olaya Herrera           |                  |
| 10. März 1936 | 7. Apr. 1936   | Francisco Arroyo Parejo      | 1901–1907: Generalstaatsanwalt | Eleazar López Contreras         | Alfonso López Pumarejo          | 31. Jan. 1937    |
| 8. Jan. 1937  | 31. Jan. 1937  | Alberto Zérega Fombona       | Gesandter | Eleazar López Contreras         | Alfonso López Pumarejo          |                  |
| 8. Juni 1938  | 22. Aug. 1938  | José Santiago Rodríguez      | Am 6. Dezember 1938 wurde die Gesandtschaft zur Botschaft aufgewertet José Santiago Rodríguez wurde am 23. Dezember 1938 als Botschafter akkreditiert.               | Eleazar López Contreras         | Eduardo Santos                  | 1. März 1944     |
| 8. Nov. 1943  | 17. März 1944  | Atilano Carnevali            | Botschafter | Isaías Medina Angarita          | Alfonso López Pumarejo          | 30. Nov. 1945    |
| 19. Sep. 1947 | 16. Okt. 1947  | Mariano Picón Salas          | | Rómulo Betancourt               | Mariano Ospina Pérez            |                  |
| 7. Feb. 1949  | 8. März 1949   | Mario Briceño Iragorry       | | Rómulo Gallegos                 | Mariano Ospina Pérez            |                  |
| 17. Feb. 1951 | 10. Apr. 1951  | Luis Gerónimo Pietri         | | Germán Suárez Flamerich         | Roberto Urdaneta Arbeláez       |                  |
| 30. Dez. 1953 |                | Leonardo Altuve Carrillo     | | Marcos Pérez Jiménez            | Gustavo Rojas Pinilla           |                  |
| 23. Apr. 1955 |                | Carlos Felice Cardot         | | Marcos Pérez Jiménez            | Gustavo Rojas Pinilla           |                  |
| 23. Juni 1958 | 2. Juli 1958   | Eduardo Arroyo Lameda        | | Wolfgang Larrazábal             | Alberto Camargo                 |                  |
| 14. Juli 1959 |                | Felipe Hernández             | | Edgar Sanabria                  | Alberto Lleras Camargo          |                  |
| 6. Nov. 1961  | 12. Feb. 1962  | Santiago Ochoa Briceño       | | Rómulo Betancourt               | Alberto Lleras Camargo          | 6. Feb. 1965     |
| 11. Feb. 1965 | 1. Apr. 1965   | Miguel Angel Burelli Rivas   | | Rómulo Betancourt               | Guillermo León Valencia         | 15. Jan. 1967    |
| 9. Jan. 1967  | 21. März 1967  | Juan Oropeza                 | (* 26. April 1906 in Carora † 29. November 1971 Caracas) 1963–1964: Botschafter in London, 1965: UNESCO                                                              | Rómulo Betancourt               | Carlos Lleras Restrepo          |                  |
| 21. Mai 1969  | 31. Dez. 1974  | Numa Quevedo Anzola          | 1958: Innenminister in der Regierung von Wolfgang Larrazábal, mit Yolanda Casas Briceño verheiratet                                                                  | Rafael Caldera                  | Carlos Lleras Restrepo          |                  |
| 18. Okt. 1974 | 24. Jan. 1975  | José Melich Orsini           | | Carlos Andrés Pérez             | Alfonso López Michelsen         | 31. März 1977    |
| 7. Juli 1977  | 30. Juli 1977  | Guido Grooscors              | | Carlos Andrés Pérez             | Alfonso López Michelsen         | 1. Juni 1979     |
| 12. Juni 1979 | 20. Aug. 1979  | Virgilio Lovera              | | Luís Herrera Campíns            | Julio César Turbay Ayala        | 24. Okt. 1980    |
| 17. Nov. 1980 | 11. Dez. 1980  | Pedro Contreras Pulido       | | Luís Herrera Campíns            | Julio César Turbay Ayala        |                  |
| 13. Juli 1984 | 14. Aug. 1984  | Luis La Corte                | | Jaime Lusinchi                  | Belisario Betancur Cuartas      |                  |
| 22. März 1988 | 14. Apr. 1988  | Ildegard Pérez Segnini       | | Jaime Lusinchi                  | Virgilio Barco Vargas           | 9. März 1990     |
| 23. Apr. 1990 | 19. Juni 1990  | Fernando Gerbasi             | | Carlos Andrés Pérez             | César Gaviria Trujillo          | 9. Okt. 1992     |
| 22. Okt. 1992 | 3. Nov. 1992   | Germán Carrera Damas         | | Carlos Andrés Pérez             | César Gaviria Trujillo          |                  |
| 22. Juli 1994 | 2. Aug. 1994   | Abdón Vivas Terán            | | Rafael Caldera                  | Ernesto Samper Pizano           | 11. Juni 1996    |
| 10. Juni 1996 | 27. Juni 1996  | Sebastián Alegrett Ruiz      | (* 1942 in Caracas † 7. August 2002 in Lima) 1966: Wirtschaftswissenschaftler der Universidad Católica Andréi Bello. 1998: Organización de Estados Americanos (OEA). | Rafael Caldera                  | Ernesto Samper Pizano           |                  |
| 25. Juli 1997 |                | Fernando Gerbasi             | | Rafael Caldera                  | Ernesto Samper Pizano           |                  |
| 3. Aug. 2000  |                | Roy Chaderton                | (* 17. August 1942) | Hugo Chávez                     | Andrés Pastrana Arango          | 30. Mai 2002     |
| 25. Sep. 2002 |                | Carlos Santiago Ramírez      | Divisionsgeneral im Ruhestand 2001: Botschafter in Kuala Lumpur. | Hugo Chávez                     | Álvaro Uribe Vélez              | 14. Aug. 2006    |
| 21. Nov. 2006 | 12. Okt. 2007  | César Pavel Rondón           | [ 7 ] | Hugo Chávez                     | Álvaro Uribe Vélez              | 2. März 2008     |
| 3. Aug. 2009  | 16. Juli 2010  | Gustavo Márquez              | | Hugo Chávez                     | Álvaro Uribe Vélez              |                  |
| 2010          |                | Iván Rincón Urdaneta         | (* 28. März 1950 in El Carmelo, Municipio La Cañada de Urdaneta, Estado Zulia) 2005–2010: Botschafter beim Heiligen Stuhl.                                           | Hugo Chávez                     | Juan Manuel Santos              |                  |